# Josep Maria Jujol
Josep Maria Jujol i Gibert (Tarragona, 16 de setembro de 1879 — Barcelona, 1 de maio de 1945) foi um importante arquiteto designer e escultor de Barcelona. No movimento modernista, Josep Maria Jujol é conhecido pela sua colaboração com o famoso arquitecto Antoni Gaudí.

## Biografia
Na sua infância, ele morou em Tarragona, onde começou aulas de desenho e interessou-se com as formas e os colores. Em 1896, Josep Maria Jujol começou seus estudos na Faculdade de Ciências da Universidade de Barcelona. E no ano 1901, estudou na Escola de Arquitectura de Barcelona. O conhecido arquitecto catalão Lluís Domenech Montaner era o director da Escola nessa época. Em 1906 obteve o título de arquitecto. Josep Maria Jujol foi amigo de importantes arquitectos da época e foi influenciado pelo estilo floral e a vitalidade de Domenech Montaner. Além disso ele se inspirou da formulação estrutural e biométrica de Gaudí, especialmente representada na Igreja da Sagrada Família. Em 1927, se casou com a sua prima e tiveram três filhos. Morou na Rambla Catalunya de Barcelona e somente viajou na Península Ibérica e a Itália. Como muitos arquitectos modernistas catalães, Josep Maria Jujol formou parte da exaltação dos ideais catalães e do aleijamento politico, económico e cultural de Madrid. Durante a Guerra Civil espanhola, ele teve problemas de saúde e muita dificuldade para conseguir grandes projectos. No dia 1 de Maio de 1949, ele encontrou-se melhor e exclamou à sua mulher “Que primeiro de Maio mais bonito!”. Foi na missa da Ordem dos Capuchinhos na Igreja de Pompeia, e depois morreu de perfuração intestinal.

## Actividade Profissional
Enquanto Josep Maria Jujol estudava, colaborou em vários projectos com importantes arquitectos como Antoni Maria Gallissà i Soque fazendo desenhos decorativos. Quando Gallissà morreu em 1903, ele trabalhou no estúdio de arquitectos Josep Font i Gumà entre 1903 e 1906, onde teve a oportunidade de colaborar na reforma do Palácio Savassona de Barcelona. Depois de conseguir ser professor na Escola de Arquitectura de Barcelona, onde estudou, Josep Maria Jujol foi também um escultor muito importante. Foi nominado arquitecto municipal de Sant Joan Despi em 1926, cargo que ele tive hasta sua morte.

## Relações com Antoni Gaudí
Josep Maria Jujol era um grande admirador de Gaudí. O arte de Jujol nasce da natureza e da geometria como Gaudí. Em 1905, antes de acabar seus estudos, Josep Maria Jujol jà tinha trabalhado com Gaudí em obras importantes, como La Pedrera, a Casa Batlló e o Parque Güell. Sua contribuição na obra de Gaudí é marcada pelo seu colorismo e a sua aplicação de formas inovadoras e surpreendentes.  Colaborou com Gaudí até o ano 1915, quando abandonou o trabalho no estúdio do seu maestro a causa das suas obrigações como professor na Escola de Arquitectura de Barcelona. Porém, Jujol continuou a ser amigo do Gaudí. Na Casa Batlló, Josep Maria Jujol fiz as portas de madeira e as pinturas da capela. Mas sua contribuição mais conhecida foi o recobrimento cerâmico multicolor da fachada com peças cerâmicas redondas. O desenho da fachada foi de Gaudí mas a solução do cor foi de Jujol. Na Casa Milà, também conhecida como La Pedrera, Jujol se encarregou do desenho dos balcões e dos releves e pinturas do teto do primeiro andar. No Parque Güell, Gaudí pediu a Josep Maria Jujol de aportar o cor no famoso banco ondulante. Os revestimentos cerâmicos eram sujos e ele firmou seu trabalho fazendo uma grande assinatura na parte exterior do banco. Muitas peças que foram utilizadas por Josep Maria Jujol eram recicladas, restos que ninguém utilizava. Também fiz a decoração das colunas da Sala Hipostila, debaixo do banco. Josep Maria Jujol participou na reforma de Gaudí da Catedral da Palma em Mallorca e fiz também uma maqueta policromada da Sagrada Família que Gaudí apresentou na Exposição de Paris em 1910.

## Obra
Mesmo se Josep Maria Jujol colaborou com muitos arquitectos, ele criou uma obra inovadora. Sua obra é caracterizada pela sua sensibilidade com as formas da natureza, seu interesse pelo detalhe artesanal, e a reutilização criativa dos materiais velhos o abandonados. Sua obra expressa seu afecto pela paisagem rural da província de Tarragona e sua profunda religiosidade. Sua arquitectura é também muito modesta porque Josep Maria Jujol utilizava materiais como alambre, mesas de madeira, martelos, pratos velhos, pedaços de metal, o fragmentos de vidro de garrafas rotas. O actor John Malkovich é um admirador dele e organizou conferencias para falar e difundir sua obra. Uma de suas obras mais apreciadas é a Igreja do Sagrat Cor de Vistabella, em Secuita (Tarragonès), construída entre 1917 e 1923. Foi um encarrego dos vizinhos do povo, que queriam ter uma igreja paroquial própria. Os vizinhos construíram eles mesmos a igreja.